# Isla Red Fish
La Isla Red Fish (en inglés: Red Fish Island) es el nombre que recibe una isla localizada en el condado de Chambers, en el este de Texas, al sur de Estados Unidos cerca de la comunidad de Bacliff. Su elevación es de 7 pies ( 2,1 m) sobre el nivel del mar. Se encuentra ubicada en la Bahía de Galveston, al noreste de San León. Su tierra es principalmente rocosa, pero también contiene una playa donde los turistas vienen a visitar la isla. 